# Avenue O'Brien
L'avenue O'Brien est une voie de Montréal.

## Situation et accès
D'orientation nord-sud cette avenue est  située dans les arrondissements de Saint-Laurent et Ahuntsic-Cartierville. Elle est cependant appelé avenue O'Brien dans l'arrondissement Saint-Laurent et boulevard O'Brien dans l'arrondissement Ahuntsic-Cartierville.
L'avenue O'Brien est surtout à vocation résidentielle mais est aussi une artère de circulation. Commençant au nord du boulevard de la Côte-Vertu, elle prend le relais de l'avenue Sainte-Croix; le trafic étant détourné sur l'avenue O'Brien. Elle se rend jusqu'au boulevard Gouin.
Tout le long, elle est dotée d'une bande cyclable dans les deux directions; elle est fréquentée par les cyclistes qui veulent se rendre aux cégeps de Saint-Laurent et Vanier à partir du nord de la ville.

## Origine du nom
Le Répertoire historique des toponymes montréalais résume l'histoire de cette voie :

« Cette voie traverse l'ancienne ferme O'Brien. Thomas Francis O'Brien d'origine irlandaise, marchand-épicier prospère, acquiert cette propriété en 1874 de François-Zéphirin Tassé, médecin de Saint-Laurent. Il est alors un résident de «Mount Royal Vale», endroit situé aujourd'hui dans le quartier Snowdon de Montréal. Marié avec Ellen Walsh, il est décédé à l'âge de 60 ans en 1906 à Buffalo aux États-Unis et est inhumé à Montréal. »

## Historique
« Le chemin O'Brien est ouvert avant 1910. Un changement est par la suite apporté au générique. Le boulevard O'Brien est devenu l'avenue O'Brien,. »